# Дискула пластинчаста
Дискула пластинчаста (Discula tabellata) — вид наземних черевоногих молюсків з родини кущанкових (Hygromiidae). Ендемік Мадейри.

## Опис
Раковина цих равликів за формою нагадує диск або лінзу з гострим краєм по периферії мутовок.

## Поширення
Ендемік Мадейри. Його ареал обмежується південним узбережжям острова (від Кабо-Гаражау до Кабо-Жиран). Живе в ущелинах голих скель, на сухих кам'яних стінах і біля підніжжя чагарників на кам'яних брилах скелі.

## Охорона
Раритетний вид молюсків, занесений до Червоного списку МСОП (охоронна категорія: вид перебуває в критичному стані). Discula tabellata охороняється в Європі і занесений до Додатку ІІ Бернської конвенції (охоронна категорія: вид підлягає особливій охороні), а також до Директиви Європейського Союзу 92/43/ЄС «Про збереження природних оселищ та видів природної фауни і флори» (Додаток ІІ. Види рослин і тварин, що становлять особливий інтерес для Європейського Союзу, збереження яких потребує створення територій особливої охорони. Додаток IV. Види рослин і тварин, що становлять особливий інтерес для Європейського Союзу, які потребують суворих заходів охорони).